# Predsjednici Šri Lanke
Predsjednik Šri Lanke je izabrani poglavar države i izvršne vlasti Šri Lanke te vrhovni zapovjednik Vojske Šri Lanke. Vodeća je politička figura u toj državi. Predsjedništvo je u njoj osnovano 1972. godine, kada je imalo tek ceremonijalnu svrhu. Predsjedniku je predana izvršna vlast ustavom iz 1978. godine. Predsjednik ima ovlasti imenovati premijera Šri Lanke.

## Popis
| br. | slika                | ime                        | mandat | stranka                     |
| --- | -------------------- | -------------------------- | --- | --------------------------- |
| 1.  | William Gopallawa    | William Gopallawa          | 22. svibnja 1972. – 4. veljače 1978. 5 godina, 8 mjeseci i 13 dana                                                             | nezavisni                   |
| 2.  |                      | Junius Richard Jayewardene | 4. veljače 1978. – 2. siječnja 1989. 10 godina, 11 mjeseci i 29 dana                                                           | United National Party       |
| 3.  |                      | Ramasinghe Premadasa       | 2. siječnja 1989. – 1. svibnja 1993.† (ubijen u samoubilačkom bombaškom atentatu) 4 godine i 4 mjeseca                         | United National Party       |
| 4.  |                      | Dingiri Banda Wijetunga    | 1. svibnja 1993. – 7. svibnja 1993. (obnašatelj dužnosti) 7. svibnja 1993. – 12. studenoga 1994. 1 godina, 6 mjeseci i 10 dana | United National Party       |
| 5.  |                      | Chandrika Kumaratunga      | 12. studenoga 1994. – 19. studenoga 2005. 11 godina i 7 dana                                                                   | Sri Lanka Freedom Party     |
| 6.  |                      | Mahinda Rajapaksa          | 19. studenoga 2005. – 9. siječnja 2015. 9 godina, 1 mjesec i 21 dan                                                            | Sri Lanka Freedom Party     |
| 7.  | Maithripala Sirisena | Maithripala Sirisena       | 9. siječnja 2015. – 18. studenoga 2019. 4 godine, 10 mjeseci i 9 dana                                                          | Sri Lanka Freedom Party     |
| 8.  | Gotabaya Rajapaksa   | Gotabaya Rajapaksa         | 18. studenoga 2019. – 14. srpnja 2022. (Izgnan iz države, odredio idućeg predsjednika) 2 godine, 7 mjeseci i 26 dana           | Sri Lanka Podujana Peramuna |
| 9.  | Ranil Wickremesinghe | Ranil Wickremesinghe       | 14. srpnja 2022. – 20. srpnja 2022. (obnašatelj dužnosti) 20. srpnja 2022. – 23. rujna 2024. 2 godine, 2 mjeseca i 9 dana      | United National Party       |
| 10. |                      | Anura Kumara Dissanayake   | 23. rujna 2024. – danas | Janatha Vimukthi Peramuna   |

## Vanjske poveznice
- Službena stranica  Arhivirana inačica izvorne stranice od 23. veljače 2020. (Wayback Machine)